# Liga Casildense de Fútbol
La Liga Casildense de Fútbol (cuyas siglas son LCF) es una de las Ligas regionales de fútbol en Argentina y es una entidad que aglutina y organiza la práctica deportiva del fútbol oficial en la ciudad de Casilda y alrededores. Fue fundada el 20 de septiembre de 1911.

## Historia
El 20 de septiembre de 1911, reunidos en la sede del Club Atl. Alumni, de la ciudad de Casilda y acuerdo al Acta de Fundación de está entidad, se transcribe lo siguiente:
"En Casilda, a los veinte días del mes de septiembre de 1911, reunidos en el local del Club Atl. Alumni los señores: Pedro Sarubbi y Guillermo Light; delegados del Club Central Argentino, el Dr. Eduardo Agüero y Luis Eduardo Dislac del Club Estudiantes de Agricultura, y Juan Moro y José Humberto Paganini del Club Atlético Alumni, con el objetivo de constituir una Liga de Football que gobierne los partidos a realizarse, disputando la Copa donada por el Sr. Carlos Brebbia. Procédase acto seguido a la designación de la Mesa Directiva del Consejo, representada por un Presidente y un Secretario, quedando electo en el primer cargo el Sr. Guillermo Light y en el segundo el Sr. José Humberto Paganini. Los demás delegados completaran la Mesa Directiva en calidad de Vocales."
El lema de la liga es el de "El deporte une a los pueblos que separa la distancia".
Tiene sede en calle Sarmiento 1878 en la ciudad de Casilda y alrededores, y en la actualidad es presidida por Leandro Espinal.

## Equipos afiliados
| Equipo                                              | Ciudad         | Año de Fundación | Provincia |
| --------------------------------------------------- | -------------- | ---------------- | --------- |
| Club Atlético 9 de Julio Mutual Social y Biblioteca | Arequito       | 1918             | Santa Fe  |
| Club Atlético Belgrano Mutual Social y Biblioteca   | Arequito       | 1923             | Santa Fe  |
| Casilda Club                                        | Casilda        | 1996             | Santa Fe  |
| Club Atlético Alumni                                | Casilda        | 1907             | Santa Fe  |
| Club Atlético Aprendices Casildenses                | Casilda        | 1917             | Santa Fe  |
| Club Atlético Unión Casildense                      | Casilda        | 1986             | Santa Fe  |
| Club Atlético Chabas                                | Chabás         | 1918             | Santa Fe  |
| Club Atlético Huracán                               | Chabás         | 1930             | Santa Fe  |
| Arnold Fútbol Club                                  | Coronel Arnold | 1940             | Santa Fe  |
| Alianza Deportiva Fuentes                           | Fuentes        | 2018             | Santa Fe  |
| Club Unión Deportiva                                | Los Molinos    | 1938             | Santa Fe  |
| Club Atlético Pujato Mutual, Social y Biblioteca    | Pujato         | 1934             | Santa Fe  |
| Club Atlético Sportivo Matienzo                     | Pujato         | 1944             | Santa Fe  |
| Club Atlético Sanford                               | Sanford        | 1926             | Santa Fe  |
| Club Atlético Social y Deportivo Racing             | Villada        | 1937             | Santa Fe  |
| Unidos Atlético Club                                | Zavalla        | 1981             | Santa Fe  |

## Campeones por año
Todos los campeones del torneo:
| Temporada | Apertura                                 | Clausura                                 |
| --------- | ---------------------------------------- | ---------------------------------------- |
| 1911      | Alumni (1)                               | Alumni (1)                               |
| 1912      | Alumni (2)                               | Alumni (2)                               |
| 1913      | Alumni (3)                               | Alumni (3)                               |
| 1914      | Alumni (4)                               | Alumni (4)                               |
| 1915      | No hubo                                  | No hubo                                  |
| 1916      | No hubo                                  | No hubo                                  |
| 1917      | Centro de Estudiantes de Agricultura (1) | Centro de Estudiantes de Agricultura (1) |
| 1918      | No hubo                                  | No hubo                                  |
| 1919      | No hubo                                  | No hubo                                  |
| 1920      | Aprendices Casildenses (1)               | Aprendices Casildenses (1)               |
| 1921      | Central Argentino (1)                    | Central Argentino (1)                    |
| 1922      | Zavalla (1)                              | Zavalla (1)                              |
| 1923      | Aprendices Casildenses (2)               | Aprendices Casildenses (2)               |
| 1924      | Aprendices Casildenses (3)               | Aprendices Casildenses (3)               |
| 1925      | Alumni (5)                               | Alumni (5)                               |
| 1926      | Central Argentino (2)                    | Central Argentino (2)                    |
| 1927      | Central Argentino (3)                    | Central Argentino (3)                    |
| 1928      | Aprendices Casildenses (4)               | Aprendices Casildenses (4)               |
| 1929      | Central Argentino (4)                    | Central Argentino (4)                    |
| 1930      | Alumni (6)                               | Alumni (6)                               |
| 1931      | Central Argentino (5)                    | Central Argentino (5)                    |
| 1932      | Alumni (7)                               | Alumni (7)                               |
| 1933      | Atlético Nacional (1)                    | Atlético Nacional (1)                    |
| 1934      | Huracán de Chabás (1)                    | Huracán de Chabás (1)                    |
| 1935      | Aprendices Casildenses (5)               | Aprendices Casildenses (5)               |
| 1936      | Atlético Chabás (1)                      | Atlético Chabás (1)                      |
| 1937      | Atlético Chabás (2)                      | Atlético Chabás (2)                      |
| 1938      | Atlético Chabás (3)                      | Atlético Chabás (3)                      |
| 1939      | 9 de Julio (Arequito) (1)                | 9 de Julio (Arequito) (1)                |
| 1940      | Unión Deportiva (Los Molinos) (1)        | Unión Deportiva (Los Molinos) (1)        |
| 1941      | Atlético Chabás (4)                      | Atlético Chabás (4)                      |
| 1942      | Aprendices Casildenses (6)               | Aprendices Casildenses (6)               |
| 1943      | Unión Deportiva (Los Molinos) (2)        | Unión Deportiva (Los Molinos) (2)        |
| 1944      | Unión Deportiva (Los Molinos) (3)        | Unión Deportiva (Los Molinos) (3)        |
| 1945      | Unión Deportiva (Los Molinos) (4)        | Unión Deportiva (Los Molinos) (4)        |
| 1946      | Alumni (8)                               | Alumni (8)                               |
| 1947      | Alumni (9)                               | Alumni (9)                               |
| 1948      | Atlético Sanford (1)                     | Atlético Sanford (1)                     |
| 1949      | Huracán de Chabás (2)                    | Huracán de Chabás (2)                    |
| 1950      | Alumni (10)                              | Alumni (10)                              |
| 1951      | Alumni (11)                              | Alumni (11)                              |
| 1952      | Central Argentino (6)                    | Central Argentino (6)                    |
| 1953      | Unión Deportiva (Los Molinos) (5)        | Unión Deportiva (Los Molinos) (5)        |
| 1954      | Sportivo Candelaria (1)                  | Sportivo Candelaria (1)                  |
| 1955      | Atlético Sanford (2)                     | Atlético Sanford (2)                     |
| 1956      | 9 de Julio (Arequito) (2)                | 9 de Julio (Arequito) (2)                |
| 1957      | Central Argentino (7)                    | Central Argentino (7)                    |
| 1958      | Central Argentino (8)                    | Central Argentino (8)                    |
| 1959      | Huracán de Chabás (3)                    | Huracán de Chabás (3)                    |
| 1960      | 9 de Julio (Arequito) (3)                | 9 de Julio (Arequito) (3)                |
| 1961      | Alumni (12)                              | Alumni (12)                              |
| 1962      | 9 de Julio (Arequito) (4)                | 9 de Julio (Arequito) (4)                |
| 1963      | Atlético Arteaga (1)                     | Atlético Arteaga (1)                     |
| 1964      | Atlético Chabás (5)                      | Atlético Chabás (5)                      |
| 1965      | Atlético Chabás (6)                      | Atlético Chabás (6)                      |
| 1966      | Belgrano de Arequito (1)                 | Belgrano de Arequito (1)                 |
| 1967      | Belgrano de Arequito (2)                 | Belgrano de Arequito (2)                 |
| 1968      | Belgrano de Arequito (3)                 | Belgrano de Arequito (3)                 |
| 1969      | Huracán de Casilda (1)                   | Huracán de Casilda (1)                   |
| 1970      | Aprendices Casildenses (7)               | Aprendices Casildenses (7)               |
| 1971      | Huracán de Casilda (2)                   | Huracán de Casilda (2)                   |
| 1972      | Central Argentino (9)                    | Central Argentino (9)                    |
| 1973      | Huracán de Casilda (3)                   | Huracán de Casilda (3)                   |
| 1974      | Huracán de Casilda (4)                   | Huracán de Casilda (4)                   |
| 1975      | Belgrano de Arequito (4)                 | Belgrano de Arequito (4)                 |
| 1976      | Belgrano de Arequito (5)                 | Belgrano de Arequito (5)                 |
| 1977      | Belgrano de Arequito (6)                 | Belgrano de Arequito (6)                 |
| 1978      | Alumni (13)                              | Alumni (13)                              |
| 1979      | Huracán de Chabás (4)                    | Huracán de Chabás (4)                    |
| 1980      | Atlético Chabás (7)                      | Atlético Chabás (7)                      |
| 1981      | Alumni (14)                              | Alumni (14)                              |
| 1982      | Huracán de Chabás (5)                    | Huracán de Chabás (5)                    |
| 1983      | Huracán de Chabás (6)                    | Huracán de Chabás (6)                    |
| 1984      | Atlético Chabás (8)                      | Atlético Chabás (8)                      |
| 1985      | Aprendices Casildenses (8)               | Aprendices Casildenses (8)               |
| 1986      | Alumni (15)                              | Alumni (15)                              |
| 1987      | Atlético Sanford (3)                     | Atlético Sanford (3)                     |
| 1988      | Atlético Chabás (9)                      | Atlético Chabás (9)                      |
| 1989      | Atlético Pujato (1)                      | Atlético Pujato (1)                      |
| 1990      | 9 de Julio (Arequito) (5)                | 9 de Julio (Arequito) (5)                |
| 1991      | Alumni (16)                              | Alumni (16)                              |
| 1992      | Atlético Chabás (10)                     | Unión Casildense (1)                     |
| 1993      | 9 de Julio (Arequito) (6)                | 9 de Julio (Arequito) (6)                |
| 1994      | 9 de Julio (Arequito) (7)                | 9 de Julio (Arequito) (7)                |
| 1995      | 9 de Julio (Arequito) (8)                | 9 de Julio (Arequito) (8)                |
| 1996      | Belgrano de Arequito (7)                 | Belgrano de Arequito (7)                 |
| 1997      | Atlético Pujato (2)                      | Atlético Pujato (2)                      |
| 1998      | Atlético Pujato (3)                      | Atlético Pujato (3)                      |
| 1999      | Aprendices Casildenses (9)               | Aprendices Casildenses (9)               |
| 2000      | Aprendices Casildenses (10)              | Aprendices Casildenses (10)              |
| 2001      | Aprendices Casildenses (11)              | Aprendices Casildenses (11)              |
| 2002      | Aprendices Casildenses (12)              | Aprendices Casildenses (12)              |
| 2003      | Atlético Chabás (11)                     | Atlético Chabás (11)                     |
| 2004      | Aprendices Casildenses (13)              | Aprendices Casildenses (13)              |
| 2005      | Unión Casildense (2)                     | Unión Casildense (2)                     |
| 2006      | Atlético Chabás (12)                     | Atlético Chabás (12)                     |
| 2007      | Huracán de Chabás (7)                    | Huracán de Chabás (7)                    |
| 2008      | Alumni (17)                              | Alumni (17)                              |
| 2009      | Alumni (18)                              | Alumni (18)                              |
| 2010      | Aprendices Casildenses (14)              | Aprendices Casildenses (14)              |
| 2011      | Belgrano de Arequito (8)                 | Belgrano de Arequito (8)                 |
| 2012      | 9 de Julio (Arequito) (9)                | 9 de Julio (Arequito) (9)                |
| 2013      | Unión Deportiva (Los Molinos) (6)        | Unión Deportiva (Los Molinos) (6)        |
| 2014      | Atlético Pujato (4)                      | Atlético Pujato (4)                      |
| 2015      | Atlético Pujato (5)                      | Atlético Pujato (5)                      |
| 2016      | Atlético Pujato (6)                      | Atlético Pujato (6)                      |
| 2017      | 9 de Julio (Arequito) (10)               | 9 de Julio (Arequito) (10)               |
| 2018      | Atlético Pujato (7)                      | Atlético Pujato (7)                      |
| 2019      | Atlético Pujato (8)                      | Atlético Pujato (8)                      |
| 2020      | Suspendido por Covid-19                  | Suspendido por Covid-19                  |
| 2021      | Belgrano de Arequito (9)                 | Belgrano de Arequito (9)                 |
| 2022      | Aprendices Casildenses (15)              | Belgrano de Arequito (10)                |
| 2023      | Belgrano de Arequito (11)                | Belgrano de Arequito (11)                |
| 2024      | Belgrano de Arequito (12)                | Belgrano de Arequito (12)                |